# マジカルスケッチ
マジカルスケッチは、Shade 3Dが販売しているスケッチベースの3Dモデリングソフトウェアである。一時期、名前がSunny 3Dとなっていた。Teddyの技術を基にしている。
Shade 3D R4以降にも付属している。

## 歴史

### エクス・ツールス時代
- 1999年11月 マジカルスケッチ搭載の「Shade R4」発売[1]
- 2001年4月25日 「マジカルスケッチ」の単体版発売[1]

### イーフロンティア時代
- 2003年9月26日 「マジカルスケッチ2」発売[2]
- 2007年4月6日 「Sunny 3D」発売[3]
- 2010年5月12日 「Sunny 3D for iPad / iPhone 無償版」リリース[4]
- 2014年6月27日 「3Dプリンターお絵かき Sunny 3D」発売[5]

### Shade3D時代
- 2015年11月27日 「マジカルスケッチ 3D」発売[6]